# 安帕拉法拉武拉
安帕拉法拉武拉是馬達加斯加的城市，由阿拉奧特拉-曼古羅區負責管轄，海拔高度792米，80%人口是農民，主要農產品有稻米、玉米和木薯。
17°35′S 48°13′E / 17.583°S 48.217°E